# Totote
Totote, és un dibuix amb carbonet que Manolo Hugué va fer a la seva dona Totote l'any 1935 i que s'exposa a l'exposició permanent L'art Modern a la col·lecció Abelló. S. XIX-XX al Museu Abelló de Mollet del Vallès. Manolo és un dels autors més coneguts del panorama artístic català de la primera meitat del segle xx. Joan Abelló i Prat, sentia una gran admiració per l'obra de Manolo. Des del seu Mollet natal realitzà juntament amb la seva família als anys 60 diverses visites al Mas Manolo, situat a Caldes de Montbui, per a visitar a la Totote, viuda de Manolo i a la seva afillada la Rosa, totes dues van mantenir el seu llegat. El Mas Manolo era un lloc de trobada i de tertúlia de diferents artistes. Abelló comprà en moltes d'aquestes visites algunes peces per a la seva col·lecció, fent que avui el seu Museu Abelló tingui un total de 114 obres de Manolo en els seus fons i es converteixi en una de les col·leccions més representatives i de referència a de l'etapa de Manolo a Caldes de Montbui.

## Descripció
Totote, és el retrat de la dona de Manolo, que va conèixer en un cafè o restaurant de París a principi de 1900, que freqüentava amb el seu amic Picasso i d'altres artistes catalans instal·lats a Paris, en un d'ells ella treballava de cambrera, el seu nom era Jeanne de Rochette. Manolo treballava sovint temes que li eren propers, des dels pagesos que tenia davant de casa seva fins a personatges del seu entorn, però especialment les dones de casa seva, la Totote i la Rosa. El retrat d'elles es converteix en un tema recurrent, curiosament a la Totote la sol dibuixar sempre asseguda, apareixen dibuixos i pintures de la Totote cosint, la Totote amb el gat o el gos, llegint.., però en aquest cas la Totote està amb els braços plegats, en principi no pertany a cap dibuix preparatori per a una escultura, o almenys no es coneix, és un dibuix fet de manera ràpida. A la col·lecció Abelló podem trobar altres retrats, alguns d'ells si que són preparatoris per a escultures, d'altres són pintures. De retrats en realitzà durant tota la seva vida, però principalment en les seves estades a Céret i a Caldes de Montbui, les tècniques que utilitzà foren diverses, feia retrats de totes aquelles persones que per qualsevol motiu li cridaven l'atenció, la seva habilitat i qualitat va ser motiu de diversos encàrrecs. El dibuix fet el 1935, pertany al període de maduresa de Manolo, un dibuix fet amb carbó sobre paper, on la Totote, surt representada asseguda en una butaca amb els braços plegats i actitud seriosa, les expressions són dures, amb una tendència al realisme i amb gran puresa de les ratlles. A diferència d'altres retrats al dibuix, aquest no porta gens de color, sovint l'artista afegia unes notes de color en els seus retrats.

## Exposicions
- L'art modern a la col·lecció Abelló s. XIX-XX. 2007 La Mirada de l'Artista, Museu Abelló. Mollet del Vallès, 01/03/1999 - 21/01/2007
- Manolo Hugué, Museu Abelló. Mollet del Vallès, 13/12/2006 - 04/03/2007
- Manolo Hugué, Museu de Granollers, 23/04/2007 - 29/04/2007
- Manolo Hugué, Museu Victor Balaguer, 23/05/2007 - 15/06/2007
- Manolo Hugué, Thermalia Museu de Caldes
- Manolo Hugué, Fundació Palau. Caldes d'Estrac, 20/01/2008 - 16/04/2008
- Manolo Hugué, Museu de Vilafranca
- Manolo Hugué, Museo Esteban Vicente de Segovia